# Josep Albert
Josep Albert (Onteniente, Valencia, España, 1965) es un actor español.

## Biografía
Natural de la ciudad de Onteniente, se licencia en Arte Dramático por la Real Escuela Superior de Arte Dramático de Madrid en 1999.
Ha pertenecido al Estudio de Formación del Actor del Teatro de la Abadía de Madrid, dirigido por José Luis Gómez, de 1998 a 2002. También ha participado en los cursos de formación de actores del Teatre Jove de la Fundación Shakespeare, entre 1990 y 1995. Ha estudiado con Tapa Sudana, actor de Peter Brook, en varias ocasiones; además de Peter Bogdanov, incorporando técnicas de Biomecánica. También ha realizado cursos de formación impartidos por Ulla Alasjarvï, miembro del Odin Teatre. Así como los cursos de formación de la Compañía Nacional de Teatro Clásico.

## Trayectoria profesional

### Primeros años
En el año 1985 entra a formar parte del grupo que supuso la resurrección del teatro universitario en Valencia, El desván, dirigido por Jaime Pujol y Vicente Genovés, en el que permaneció hasta el 1994, simultaneándolo desde 1991 con su participación en el Teatre Jove de la fundación Shakespeare. Con esta última mantuvo vinculación hasta el año 1995 y, durante este periodo, protagonizó la versión en valenciano de "Macbeth", y participó en el papel de duque Frederick en la reposición de "Como gustéis", además de participar en talleres de formación: voz, verso, esgrima actoral, canto, maquillaje…
Es en 1992 cuando entra en el elenco de MOMA Teatre, dirigida por Carles Alfaro, y participa en el montaje de Woyzeck de Bruchner, con el que realizó su primera gira por todo el país.
Decide apostar por la profesionalidad y se traslada a Madrid, donde realiza con éxito las pruebas de la Real Escuela Superior de Arte Dramático. Ese primer año coincide con Eduardo Noriega, con quien trabajará en un montaje-taller sobre la Celestina, estrenado en Almagro, dirigido por Charo Amador. En su misma clase se encuentran Eloy Azorín, Carles Moreu, Lucía Quintana, Felipe Andrés, Nando González, Ruth Díaz, Victoria Dal Vera, Pablo Baldor…
En el 1997, gracias a Ernesto Caballero, entra a formar parte del reparto de "Brecht cumple 100 años". Es su primer espectáculo en el Teatro de la Abadía, en el que permanecerá hasta el 2003, en espectáculos como "Santiago de cuba y cierra España" ,"Baraja del rey don Pedro", "Mesias, historia de una crucifixión" o "El mercader de Venecia". Al mismo tiempo que termina sus estudios de arte dramático, ensaya y representa a la órdenes de José Luis Gómez.
Es una época agotadora e intensa, de la que no llegarán todos los frutos hasta años más tarde.
En este tiempo representa por segunda vez "La celestina" de Fernando de Rojas y llegan las primeras colaboraciones con Ana Caleya, futura fundadora de Galanthys (Antígona de Anouihl, en el papel de Creonte) y con la que, desde entonces, compartirá escenario en numerosas ocasiones y compañías.

### Actualidad
Desde su salida de la Abadía en 2003, simultanea grandes producciones como "Las comedias Bárbaras" de Bigas Luna, "Cara de plata" de Ramón Simó, "La vida es sueño" o "Puerta de Sol" de Juan Carlos Pérez de la Fuente, con textos contemporáneos de autores reconocidos por su dificultad: "La guía" de Botho Strauss, "El ignorante y el demente" de Thomas Bernhard, "Los trabajos y los días" de Michel Vinaver, o la "Ifigenia" de Azama… A la órdenes de directores como Joaquim Candeias, José Monleón, Luis Maluenda, Veronique Nordey, Jesús Salgado… En más de una treintena de espectáculos y teniendo por compañeros de reparto a actores de la talla de Chete Lera, Fernando Cayo, Carmen Machi, Paco León, José Luis Alcobendas, Jesús Noguero, Maruchi León, Sergio Peris Mencheta…
Al mismo tiempo ha formado parte del Teatro de la Guindalera, dirigido por Juan Pastor, con quien ha colaborado en los montajes de "La Gaviota" de AP Chejov, "Odio a Hamlet" de Paul Rudnick, interpretando al fantasma de John Barrymore, o "Laberinto de Amor", arropado por actores de la solvencia de Raúl Fernández, María Pastor, Alex Tormo, Ana Alonso, Ana Miranda…
En televisión se le ha podido ver en series como "Memoria de España" o "Amar en tiempos revueltos". 
Sus últimos trabajos han sido "El mercader Amante" de Gaspar Aguilar, como actor y ayudante de dirección para los Teatres de la Generalitat Valenciana, "Waltzing Tirisiti" de Antonia Bueno, "El ignorante y el Demente" de Thomas Bernhard, "Juego de Masacre" de Eugene Ionesco y la ayudantía de dirección de "Santo", de Ernesto Caballero, protagonizada por Aitana Sánchez Gijón y José Luis Esteban.

### Trayectoria Pedagógica
Aunque su carrera pedagógica ya se inició en los tiempos de la Fundación Shakespeare en Valencia, la retoma en 2004 y comienza a impartir clases en la Escuela Superior de Arte dramático de Torrelodones, hasta su absorción por la Universidad Antonio de Nebrija y posterior
disolución en 2009.
Ha impartido también clases en el Laboratorio Internacional del Actor en Movimiento, y cursos en otras escuelas de Madrid, como Destino Teatro y Acción Escena, así como sesiones de entrenamiento para el Centro de alto rendimiento del actor (Elencoactoral)

## Montajes
| Año    | Obra                                | Director                          | Rol                                     |
| ------ | ----------------------------------- | --------------------------------- | --------------------------------------- |
| 2011   | Juego de Masacre                    | Jesús Salgado                     | Varios personajes                       |
| 2010   | Waltzing Tirisiti                   | Olga Peris                        | Varios personajes                       |
| 2009   | El mercader amante                  | Jaime Pujol                       | Cabrera y Ayudantía de dirección        |
| 2009   | El ignorante y el demente           | Joaquím Candeias                  | Doctor                                  |
| 2008-9 | La vida es sueño                    | Juan Carlos Pérez de la Fuente    | Astolfo                                 |
| 2008   | Puerta del sol                      | Juan Carlos Pérez de la Fuente    | Varios personajes                       |
| 2007-8 | Odio a Hamlet                       | Juan Pastor                       | John Barrymore                          |
| 2007-8 | Hedda Gabler                        | Ernesto Caballero                 | Jorge Tesman                            |
| 2007-8 | Los trabajos y los días             | Luis Maluenda                     | Guillermo                               |
| 2005-8 | En torno a la Gaviota               | Juan Pastor                       | Boris Alexei Trigorin                   |
| 2004   | La Guía                             | Juan Francisco Rodríguez          | Martín                                  |
| 2004   | He visto dos veces el cometa Halley | Ernesto Caballero                 | Varios poemas                           |
| 2004   | El huésped del Sevillano            | G. Tambasccio                     | Fray Luis                               |
| 2004   | Historia del soldado                | Ángel Ojea                        | Narrador                                |
| 2004   | Cara de Plata                       | Ramón Simó                        | Manuel Fonseca y El Indiano             |
| 2004   | La comedia de los Errores           | Jesús Salgado                     | Ángelo                                  |
| 2003   | Comedias Bárbaras                   | Bigas Luna                        | Don Farruquiño Montenegro               |
| 2003   | J´ai Pris Feu                       | Didier Goldschmidt                | Godard                                  |
| 2002   | Ifigenia                            | Veronique Nordey                  | Agamenón                                |
| 2002   | El clavel y la espada               | Pedro Álvarez-Ossorio             | Varios personajes                       |
| 2002   | Messiah, escenas de una crucifixión | José Luis Gómez                   | Varios personajes                       |
| 2001   | El mercader de Venecia              | Hans Günter Heyme                 | Solanio                                 |
| 2000   | Baraja del rey Don Pedro            | José Luis Gómez                   | Ferrant Alonso de Zamora                |
| 1998   | Santiago de Cuba y cierra España    | Ernesto Caballero                 | Varios personajes                       |
| 1998   | Segunda mano                        | Ernesto Caballero                 | Varios personajes                       |
| 1997   | Brecht cumple cien años             | Ernesto Caballero                 | Varios personajes, entre ellos B.Brecht |
| 1993   | Nuestra ciudad                      | Sdravko Mitkov                    | Narrador                                |
| 1992   | El caso Woyzeck                     | Carles Alfaro                     | Sargento Tambor Mayor                   |
| 1992   | Como gustéis                        | Pierre Constant y Leopoldo Aranda | Duque Frederick                         |
| 1991   | Macbeth                             | Edward Wilson y Jaime Pujol       | Macbeth                                 |